# Kostelany
Kostelany (deutsch Kostelan, früher Kostellan) ist eine Gemeinde in Tschechien. Sie liegt elf Kilometer südlich von Kroměříž und gehört zum Okres Kroměříž.

## Geographie

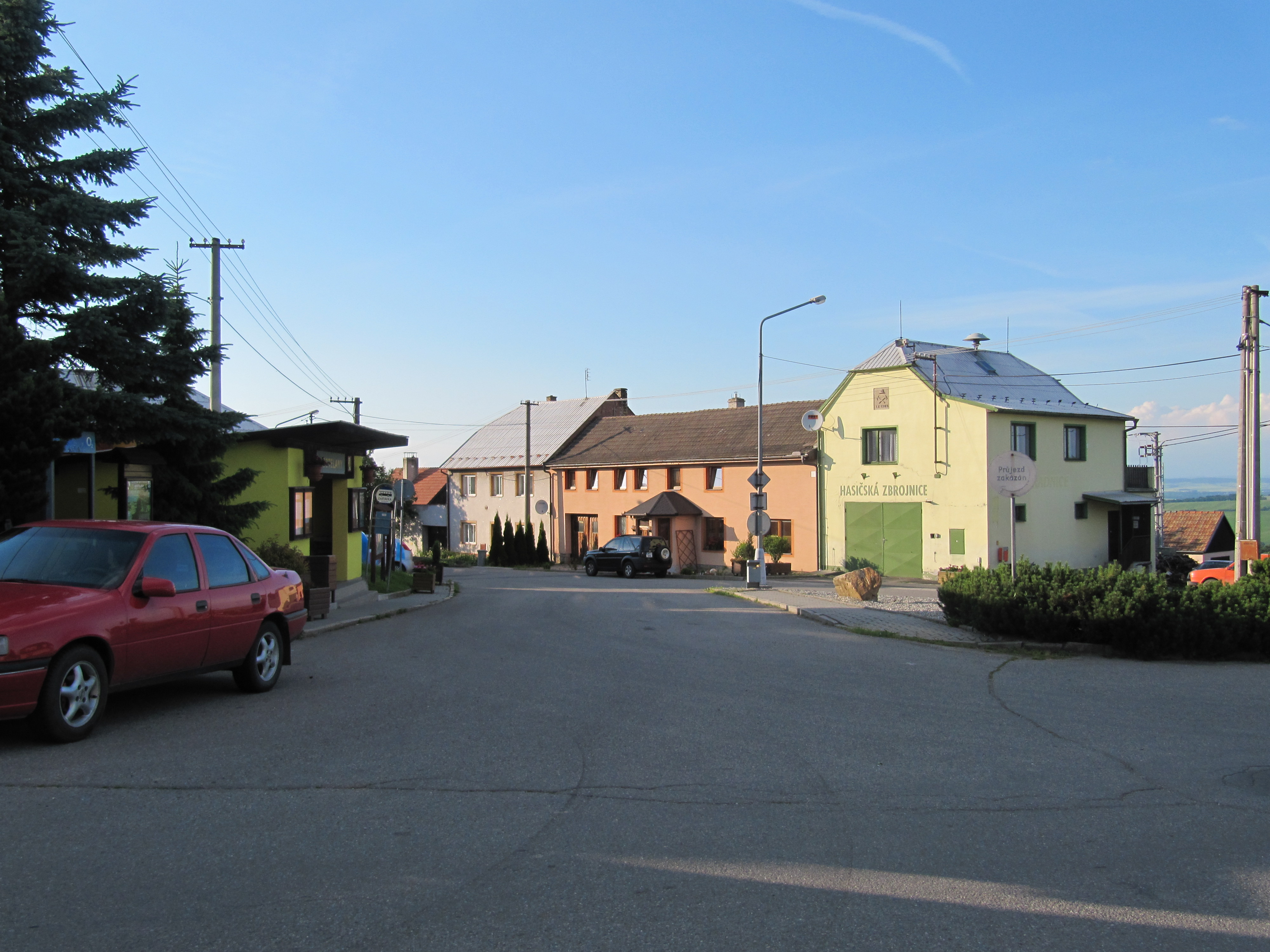
Ortszentrum von Kostelany

Kostelany befindet sich im Marsgebirge auf einem Höhenrücken über den Quellgebieten der Bäche Kudlovický potok, Trňák und Cvrčovický potok. Östlich erhebt sich die Kula (391 m), im Südosten der Kameňák und die Krásná hora (411 m), südlich die Záskalí (451 m) und Komínky (520 m), im Südwesten der Slaměnák (431 m), die Jílová (544 m) und der Brdo (587 m) sowie nordwestlich die Dvorská (382 m).
Nachbarorte sind Čenče, Lhotka und Boří im Norden, Lubná im Nordosten, Tabarky, Nová Dědina und Žlutava im Osten, Kržle und Halenkovice im Südosten, Košíky, Jankovice und Salaš im Süden, Bunč, Staré Hutě, Zástřizly, Cetechovice und Roštín im Südwesten, Světlá und Divoky im Westen sowie Cvrčovice und Újezdsko im Nordwesten.

## Geschichte
Kostelany wurde im 14. Jahrhundert auf den Ländereien der königlichen Burg Buchlov angelegt. Erstmals schriftlich erwähnt wurde das Dorf 1422 in einem Pfandbrief König Sigismunds über die Herrschaft Buchlov. Im Jahre 1464 musste Jiřík von Mošnov wegen Überschuldung einen Teil der Herrschaft, darunter auch Kostelany, an seine Gläubiger abtreten. Seine Nachfolger Boček von Kunstadt, der Buchlov von 1478 bis 1480 besaß, und Jiřík Hrabiš Kostka von Postupitz, dem die Herrschaft von 1481 bis 1484 gehörte, konnten den verlorenen Teil wieder zurückkaufen. Bei der erneuten Teilung der Herrschaft Buchlov gewannen 1542 die Herren von Zierotin auf Napajedla den nördlichen Teil mit den Dörfern Kostelany, Vrbka, Lubná und Kudlovice. Nachfolgende Besitzer der Herrschaft waren ab 1580 die Herren von Wartenberg und ab 1599 Wilhelm von Ruppau. Dieser verkaufte die Feste Napajedla mit allem Zubehör 1602 an Wenzel Mol von Mořice. Nachdem Mol 1610 die Herrschaft Kvasice aufgekauft hatte, veräußerte er Napajedla im Jahr darauf an Johann Jacob von Rottal. Dessen Sohn Johann Anton, kaufte 1636 die seiner Frau von Würben und Freudenthal gehörige Herrschaft Kvasice auf. Er löste vor 1649 Kostelany von Napajedla los und schlug es zu Kvasice. Das Geschlecht von Rottal erlosch im Mannesstamm 1746 mit dem Tode von Joachim Adam von Rottal. Die Güter fielen dabei seiner Tochter Marie Anna und deren Mann Franz Adam von Lamberg zu. Das älteste Ortssiegel stammt von 1748 und trägt die Umschrift PECZET OBECZNI DIEDINY KOSTELANY 1748.
1845 erwarb Friedrich von Thun und Hohenstein durch Heirat mit Leopoldine von Lamberg die Herrschaft. Bis zur Mitte des 19. Jahrhunderts blieb Kostelany nach Kvasice untertänig.
Nach der Aufhebung der Patrimonialherrschaften bildete Kostelany / Kostelan ab 1850 eine Gemeinde in der Bezirkshauptmannschaft Kroměříž. Besitzer der Güter waren bis 1945 die Grafen Thun und Hohenstein. Mit Beginn des Jahres 1961 wurden Kostelany, Lhotka und Újezdsko zu einer Gemeinde Chřibsko zusammengelegt. Diese änderte zum 1. April 1991 ihren Namen in Kostelany. Der Ortsteil Kostelany hatte Ende 2010 356 Einwohner, in Újezdsko waren es 96 und in Lhotka 75.
Östlich von Kostelany werden mehrere Erdölsonden betrieben.

## Gemeindegliederung
Die Gemeinde Kostelany besteht aus den Ortsteilen Kostelany (Kostelan), Lhotka (1939–1945 Klein Freiung) und Újezdsko (Aujest) sowie der Ansiedlung Čenče und den Einschichten Boří und Bunč.

## Sehenswürdigkeiten
- Sandsteinkreuz aus der ersten Hälfte des 17. Jahrhunderts, unterhalb des Kameňák im Tal des Kudlovický potok bei der Quelle Klimešova studánka
- Mautstein an der Jílová
- Kapellen in Kostelany, Lhotka und Újezdsko
- Gezimmerter walachischer Glockenturm in Bunč
- Statue der Unbefleckten Empfängnis Mariä in Lhotka, aus der ersten Hälfte des 20. Jahrhunderts
- Statue der Jungfrau Maria von Lourdes in Kostelany, aus der ersten Hälfte des 20. Jahrhunderts
- Denkmal für T.G.Masaryk im Oberdorf, es wurde 1938 enthüllt. Während der deutschen Besetzung wurde im November 1941 die Büste des Präsidenten entfernt und die Zerstörung des Denkmals angeordnet. Die Trümmer wurden auf die naheliegende Autobahnbaustelle abgefahren. Die Büste war von einigen Einwohnern jedoch versteckt worden, im August 1945 wurde sie wieder ausgegraben und das Denkmal erneuert. Nach der Machtübernahme durch die Kommunisten im Februar 1948 sollte das Denkmal erneut entfernt werden, dies konnte jedoch wegen des Widerstands der Bevölkerung nicht durchgesetzt werden.
- Denkmal für die Rumänische Armee und General Monzui, im Unterdorf
- Denkmal für die Opfer beider Weltkriege
- Acht Kreuze aus der Zeit zwischen 1903 und 1922
- Naturschutzgebiet Záskalí
- Naturschutzgebiet Budačina, Sandsteinfelsen mit Klufthöhle, diese war zu Beginn des 18. Jahrhunderts der Schlupfwinkel der Räuber Ondráš und Juráš, die 1715 gefasst wurden
- Naturdenkmal Komínky
- Westernranch Kostelany, am südöstlichen Ortsrand